# Eriocaulon spongiola
Eriocaulon spongiola är en gräsväxtart som beskrevs av Nancy Hensold. Eriocaulon spongiola ingår i släktet Eriocaulon och familjen Eriocaulaceae. Inga underarter finns listade i Catalogue of Life.